# Welaʻahilaninui
Prema havajskoj mitologiji, Welaʻahilaninui [Velaahilaninui] bio je bog ili prvi čovjek, predak Havajaca. Spomenut je kao predak havajskih poglavica u drevnom pojanju Kumulipu.
Njegovo se ime može pisati i kao Wela-Ahi-Lani-Nui. Wela znači "požuda" ili "vrućina", a ahi "vatra". Lani je havajska riječ za nebo, dok nui znači "velik".
Wela’ahilaninuijeva je žena bila Owe. Njihov je sin Kahiko bio otac Wākeje, boga neba.
Wela’ahilaninuijevi su roditelji bili Iwahinakiʻiakea (sin Hikiuanahine i Waluanahine) i Lohanakiʻipapa (Umiwahinakiʻipapa), čiji su roditelji nepoznati.
Postoji mnogo havajskih priča o tome kako su ljudi došli do vatre, a jedna kaže da se to zbilo tijekom Wela’ahilaninuijevog vremena, što je povezano s njegovim imenom.
Abraham Fornander je spomenuo da su Wela’ahilaninui i njegova žena bili prvi ljudi, a stvorili su ih veliki bogovi Lono, Kāne i Kū.